# Max Taut
Max Taut (ur. 15 maja 1884 w Królewcu, zm. 26 lutego 1967 w Berlinie) – niemiecki architekt modernistyczny.

## Życiorys
Był młodszym bratem Brunona, architekta ekspresjonizmu. W latach 1905–1906 współpracował z Miesem van der Rohe w Berlinie, zaś do 1911 z Hermannem Billingiem w Karlsruhe. Następnie prowadził własne biuro, a w latach 1918–1931 wspólne z bratem i Franzem Hoffmannem. Był współzałożycielem ekspresjonistycznej grupy Die Gläserne Kette. W latach 1945–1954 był profesorem Akademii Sztuk Pięknych w Berlinie.

## Wybrane dzieła

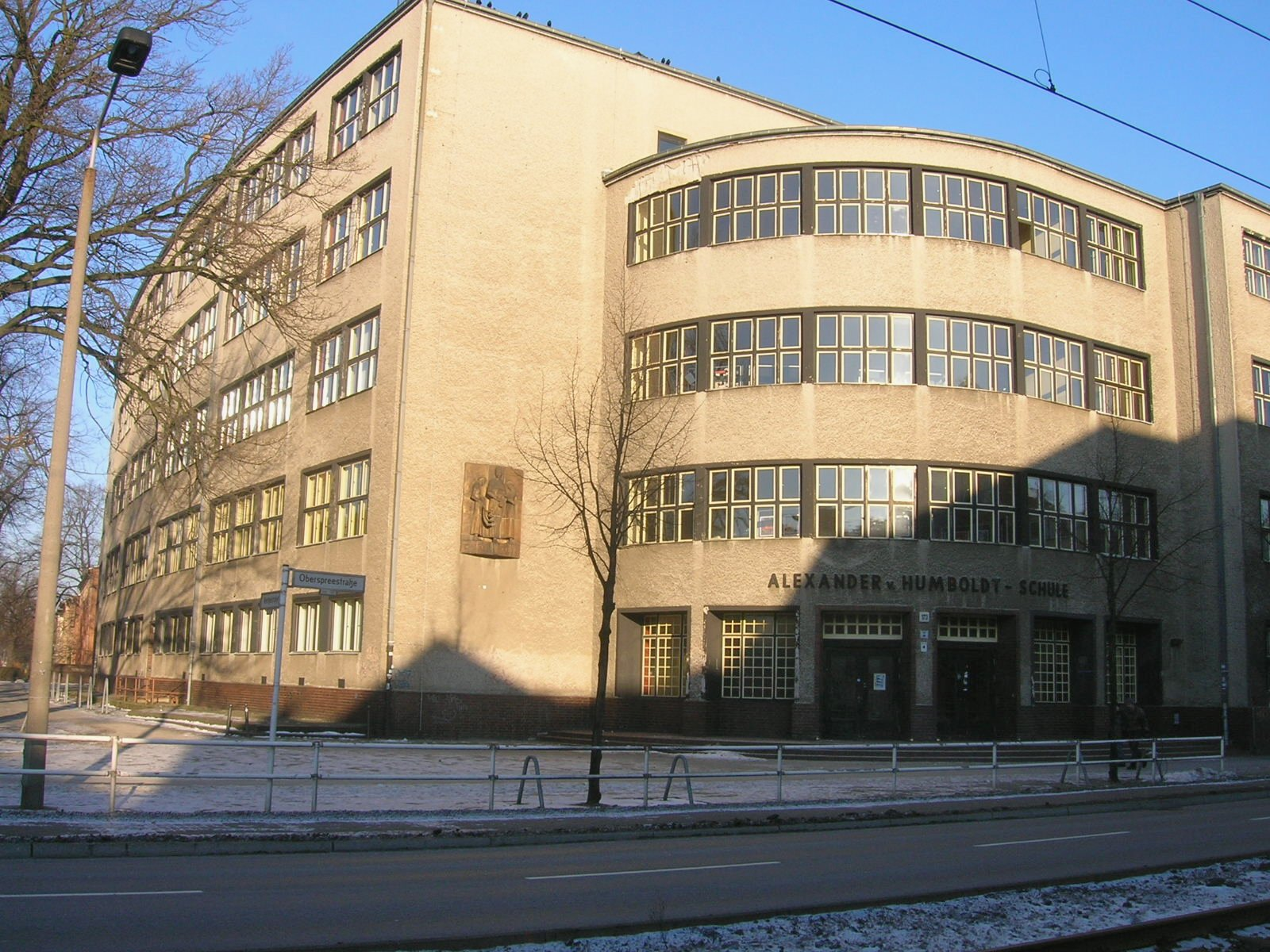
M. Taut: Szkoła im. Alexandra v. Humboldta w Berlinie

- biurowiec zjednoczenia związków zawodowych w Berlinie, 1922–1923
- dwa domy na wystawie mieszkaniowej w Weißenhof w Stuttgarcie, 1927
- Szkoła średnia im. Alexandra von Humboldta w Berlinie-Köpenick, niegdyś liceum Dorotheenschule, 1927
- siedziba związku drukarzy niemieckich w Berlinie-Kreuzbergu, 1924-1926
- biurowiec związków zawodowych we Frankfurcie nad Menem, 1929–1931
- szkoły przy Nöldnerplatz w Berlinie-Lichtenbergu, obecnie Szkoła im. Maksa Tauta, 1927–1932
- biurowiec urzędu ubezpieczeń społecznych przy Breitenbachplatz w Berlinie (z Franzem Hoffmannem), 1930
- dom na wystawie Interbau w Berlinie, 1957
- przebudowa zamku myśliwskiego Glienicke, 1962–1963